# قرقريبة
القرقريبة هي قطعة من سعف الدوم تستخدمها النساء في صناعة «عواسة» الأكلات الشعبية مثل : الكسرة «الخبز المحلي»، القراصة، الرقاق والحلو مر . فان سبب تسميتها نابع من انها تصدر صوتاً في كل مسحة هو صوت القرقرة، ولذلك سميت قرقريبة. ومازالت في الارياف اداة مهمة هناك ولكنها في المدينة بدأت في التلاشي، حيث استبدلتها الكثيرات ممن يحرصن على صناعة «عواسة » الكسرة ببطاقات الهوية المنتهية الصلاحية أو بطاقات الدفع المقدم، مع انهن يعلمن انها ضارة للصحة لما فيها من مواد سامة، ان القرقريبة موجوده في الاسواق التي تعرض المنتجات الريفية بالمدينة ولكن كسل النساء جعلن يقمن باستخدام البطاقات في صناعة الكسرة .
وتحدث الاستاذ محجوب شريف عن القرقريبة عبر الشعر والتي يوصفها بجمال الكلمات :
القرقريبة قريبة في ايدك فراشة تدور
والهبابة والعرق البنقط ذى قمرية فوق السور
تغازل في الضحى النقاع
لاكراس ولاسبورة
لاتقرير سمح رقاكى لادبورة
تحيى تعيشى لامقهورة
ولامنهورة
ولاخاطر جناك مكسور
بل مستورة